# Jerzy Szlifirz-Karski

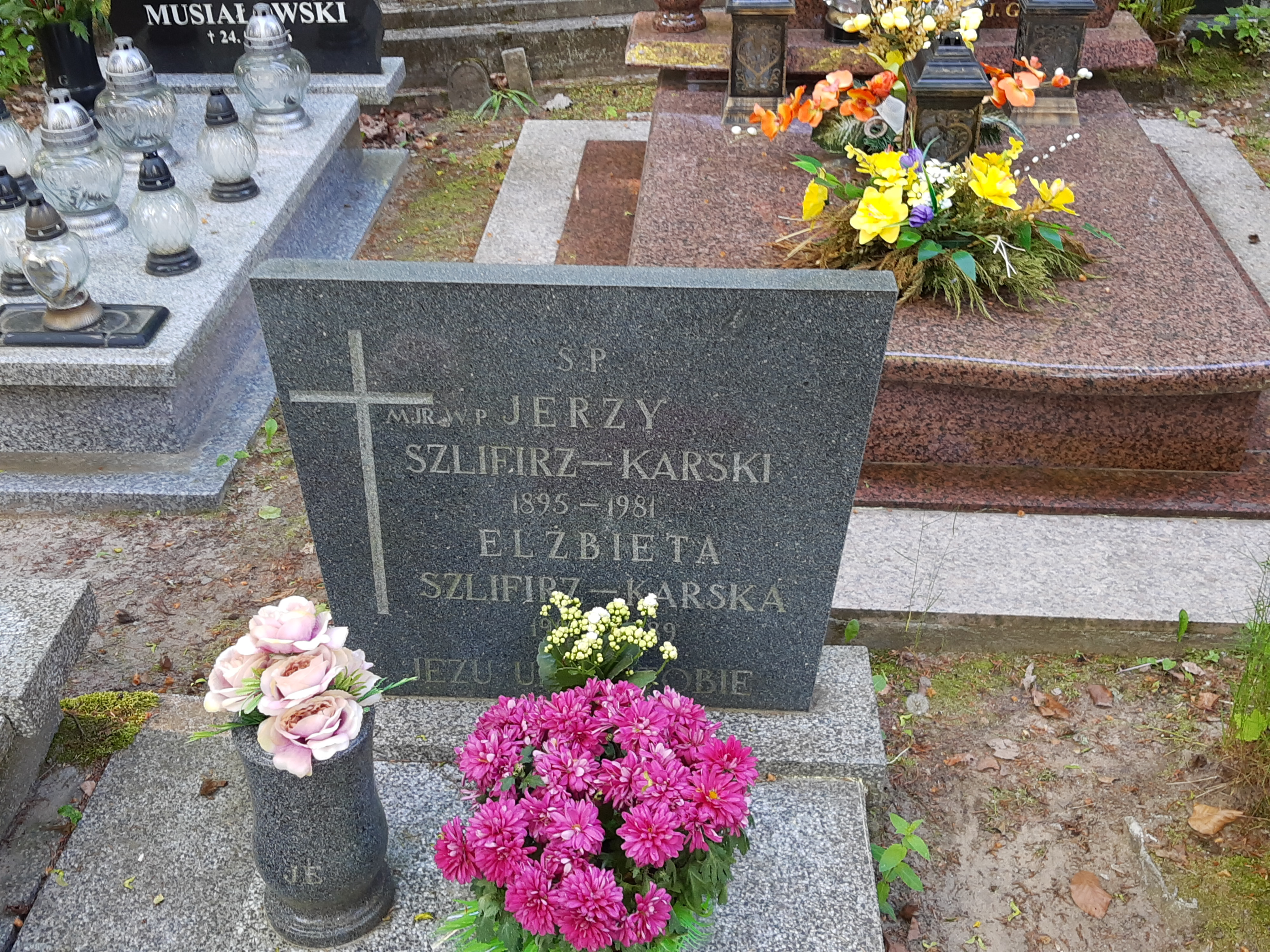
Grób Jerzego Szlifirza-Karskiego na cmentarzu Witomińskim

Jerzy Władysław Stefan Szlifirz-Karski, ps. „Ślepowron” (ur. 27 czerwca 1895 w Końskich, zm. 26 stycznia 1981) – major piechoty Wojska Polskiego, działacz niepodległościowy.

## Życiorys
Urodził się 27 czerwca 1895 w Końskich, ówczesnym mieście powiatowym guberni radomskiej, w rodzinie Antoniego i Klementyny z Gajewskich. Od 21 grudnia 1914 roku służył w 1 Legionie Polskim Puławskim. Od marca 1918 roku był członkiem Polskiej Organizacji Wojskowej, a od 28 sierpnia tego roku żołnierzem 4 Dywizji Strzelców Polskich.
1 czerwca 1921 roku pełnił służbę w Centralnej Szkole Karabinów Maszynowych i Broni Specjalnej w Chełmnie, a jego oddziałem macierzystym był 65 Pułk Piechoty. W latach 1922–1927 kontynuował służbę w 65 Pułku Piechoty w Grudziądzu. 3 maja 1922 roku został zweryfikowany w stopniu kapitana ze starszeństwem z 1 czerwca 1919 roku i 445. lokatą w korpusie oficerów piechoty, a 12 kwietnia 1927 roku mianowany majorem ze starszeństwem z 1 stycznia 1927 roku i 6. lokatą w korpusie oficerów piechoty. W maju tego roku został przeniesiony do 1 Batalionu Ciężkich Karabinów Maszynowych w Biedrusku na stanowisko kwatermistrza. Z dniem 1 kwietnia 1930 roku został przeniesiony na stanowisko oficera placu w Białej-Bielsku. W kwietniu 1934 roku został przeniesiony do Powiatowej Komendy Uzupełnień Biała Podlaska na stanowisko komendanta. W lipcu 1935 roku został zwolniony z zajmowanego stanowiska i oddany do dyspozycji dowódcy Okręgu Korpusu Nr IX. Następnie został przeniesiony w stan spoczynku. Mieszkał w Gdyni przy ul. Świętojańskiej 11.
Zmarł 26 stycznia 1981 roku. Został pochowany na cmentarzu Witomińskim w Gdyni (kwatera 15-8-30).

## Ordery i odznaczenia
- Krzyż Niepodległości – 20 lipca 1932 „za pracę w dziele odzyskania niepodległości”[16][1][17]
- Krzyż Walecznych[18]
- Złoty Krzyż Zasługi – 10 listopada 1928 „w uznaniu zasług położonych w poszczególnych działach pracy dla wojska”[19][20]

Był przedstawiony do odznaczenia Orderem Virtuti Militari.